# Architects
Architects é uma banda de metalcore britânica de Brighton, Inglaterra, formada em 2004. A banda atualmente consiste de vocalista Sam Carter, o baterista Dan Searle e seu irmão gêmeo, guitarrista e tecladista Tom Searle (falecido em 20 de Agosto de 2016) e Alex Dean no baixo. A banda passou por diversas mudanças de nome antes de decidirem sobre Architects. Seu primeiro nome era Inharmonic, que foi rapidamente alterado para Counting The Days. Depois de alguns anos, este por sua vez foi alterado para Architects. Eles lançaram sete álbuns de estúdio e um EP split com Dead Swans.

## História
Eles lançaram o álbum de estreia Nightmares em 2006, com a In At The Deep End Records. Depois de seu vocalista original Matt Johnson deixar a banda, Carter se juntou e fez sua primeira aparição com o Architects no segundo álbum Ruin, lançado em 2007 pela United By Fate records. Em 2009 a banda lançou Hollow Crown através de sua gravadora Century Media. Eles, então, lançaram o seu quarto álbum em 2011, que mostrou a banda em uma tendência mais melódico "post-hardcore clean-cut". Após o seu lançamento o álbum foi aclamado pela crítica, mas foi muito criticado por sua base de fãs. Nos anos seguintes o Architects voltou ao seu estilo original, com o seu quinto álbumDaybreaker, com mais letras politizadas e cômicas, ao contrário das letras Daybreaker, e que podia ser ouvida em todas as suas obras mais antigas.
No dia 20 de agosto de 2016 o guitarrista Tom Searle, 28, faleceu após uma intensa luta de três anos contra o câncer de pele.
No dia 7 de Setembro de 2017 foi anunciado que Josh Middleton (Sylosis) se torna integrante oficial da banda.
Em um comunicado no Facebook, a banda Sylosis anunciou que ele será integrante permanente, mesmo assim continua tendo suas obrigações com sua banda principal.

## Curiosidades
- Todos os membros da banda são veganos.[5]
- O álbum For Those That Wish to Exist foi eleito pela Loudwire como o 9º melhor álbum de rock/metal de 2021.[6] A publicação também elegeu a faixa "Dead Butterflies" como a 7ª melhor música de metal de 2021.[7]
- Inicialmente, a banda foi formada sob o nome Counting the Days, mas logo mudaram para Architects. O nome foi escolhido porque os membros queriam algo que refletisse a complexidade e a precisão de sua música, assim como os arquitetos constroem estruturas complexas.
- Nos primeiros anos de carreira, tanto Architects quanto Bring Me the Horizon estavam começando a ganhar popularidade no cenário underground. Ambas as bandas surgiram na cena metalcore britânica e tinham uma base de fãs crescente. Em 2007, as duas bandas se uniram para uma turnê conjunta pelo Reino Unido.
- A banda lançou um documentário intitulado "Holy Ghost" em 2017, que detalha a vida de Tom Searle, sua batalha contra o câncer, e como a banda lidou com sua perda. O documentário é uma visão poderosa e emocional da jornada pessoal e profissional da banda.

## Integrantes
Atuais
- Sam Carter – Vocal, teclado (2007–Presente)
- Dan Searle – Bateria, Percussão (2004–Presente)
- Alex "Ali Dino" Dean – Baixo (2006–Presente)
- Adam Christianson - Guitarra (2015–Presente)
- Josh Middleton - Guitarra (2017–Presente)

Ex-Integrantes
- Matt Johnson – Vocal (2004–2007)
- Tim Lucas – Baixo (2004–2006)
- Tim Hillier-Brook Guitarra[8]
- Tom Searle (†) – Guitarra (2004–2016)

Integrantes de Turnê
- Casey Lagos – Baixo (2011)
- Bobby Daniels - Baixo (2011)
- Josh Middleton - Guitarra (2012–2016 - 2017 Presente)

## Discografia

### EPs
- Split EP (2008) Architects / Dead Swans
- Heartburn (2011)
- Alpha Omega (2012)
- Seeing Red (2023)
- Curse (2024)

### Álbums
- Keys to the Building (2005) (Demo)
- Nightmares (2006)
- Revenge (2006)
- Ruin (2008)
- Hollow Crown (2009)
- The Here And Now (2011)
- Daybreaker (2012)
- Lost Forever // Lost Together (2014)
- All Our Gods Have Abandoned Us (2016)
- Holy Hell (2018)
- For Those That Wish To Exist (2020)
- The Classic Symptoms Of a Broken Spirit (2022)
- The Sky, The Earth & All Between (2025)

## Ligações Externas
- Architects no Myspace
- Entrevista com Architects